# Mercedes D.II
Mercedes D.II byl letecký motor, vyráběný německou společností Daimler Motoren Gesellschaft během první světové války. Motor dosahoval výkonu kolem 110 až 120 k. Ve srovnání se soudobými rotačními motory měl vyšší hmotnost (ovšem ve srovnání s nimi měly všeobecně všechny řadové vodou chlazené motory horší poměr hmotnosti k výkonu). Vzhledem k nižšímu výkonu motoru, který záhy přestával postačovat požadavkům pro pohon bojových letounů, byl Mercedes D.II vyráběn jen krátce (výroba skončila v roce 1916), ovšem z jeho konstrukce vychází výkonnější, později široce používaný motor Mercedes D.III.
Mercedes D.II byl použit k pohonu letounů Albatros B.I, Albatros B.II, Aviatik B.II, Aviatik C.I, Fokker D.I a Halberstadt D.II.
Po skončení války posloužil motor Mercedes D.II československé strojírně Breitfeld-Daněk, která během války a po ní vyráběla v licenci letecké motory Hiero IV, k dalšímu vývoji. Roku 1921 zahájila výrobu motoru Blesk určeného k pohonu školních a cvičných letadel (byl montován na letouny Letov Š-10). Později firma Breitfeld-Daněk ještě vyvinula letecké motory Perun I (180/200 k) a Perun II (240/280 k), jejichž výroba byla zahájena roku 1923, resp. 1924.

## Základní technická data (v závorce data motoru Breitfeld-Daněk Blesk)
- Typ: čtyřdobý zážehový vodou chlazený stojatý řadový šestiválec

- Vrtání válce: 120 mm (120 mm)
- Zdvih pístu: 140 mm (140 mm)
- Celková plocha pístů: 678 cm²
- Zdvihový objem: 9500 cm³ (9500 cm³)
- Kompresní poměr: (4,50)
- Rozvod: ventilový
- Mazání: tlakové, oběžné
- Hmotnost: 203 kg (205 kg)
- Výkon: 120 k (88,3 kW) při 1400 ot/min
  - Nominální výkon (Blesk): 100 k (73,5 kW) při 1400 ot/min
  - Krátkodobý maximální výkon (Blesk): 110 k (80,9 kW) při 1600 ot/min